# 塞巴斯蒂安·富尔
塞巴斯蒂安·富尔（法語：Sébastien Faure；1858年1月6日—1942年7月14日），法国无政府主义者、自由思想活动家、世俗主义活动家、综合无政府主义的主要支持者。

## 生平
富尔最初是一名神学家，后来转变为一名自由思想人士。在1888年转向无政府主义之前，他曾是一位社会主义者。
富尔在“三十人审判”中被诉，但后被宣判无罪。1895年，他与路易斯·米歇尔在巴黎合办了《自由》（法語：Le Libertaire）报，报名取自约瑟夫·迪亚契早前创立的报纸。德雷福斯事件时，富尔是德雷福斯一方的主要支持者。1904年，他在朗布依埃附近创立了自由意志主义学校蜂巢。1916年，他又创办了期刊《需要说明的事》（法語：Ce qu'il faut dire）。富尔与沃林共同提出了合成无政府主义，一种无政府主义联合体的构想。

## 著作
富尔在教育学和演讲方面都有所建树，是以下几本书的作者：
- 《普遍的痛苦》（The universal pain，1895年）
- 《我的共产主义》（My Communism，1921年）
- 《革命力量》（The Forces Of The Revolution，1921年）
- 《宗教的谎言》（Religious imposture，1923年）
- 《颠覆言论》（Subversive remarks）
- 《上帝不存在的十二个证明》（Twelve Proofs of God's Inexistence，1908年）

他还是《无政府主义百科全书》的创办者，西班牙内战期间，无政府主义武装部队杜鲁蒂纵队的一支分队以他的名字命名。

## 合成无政府主义
1926年，流亡的俄罗斯无政府主义团体劳动事业撰写了《自由共产主义组织纲领》。
为回应《纲领》，有两篇文章提出了与《纲领》中不同的组织形式，这也是后来被称为“合成无政府主义”组织模式的雏形。
沃林在1924年发表了一篇题为“无政府合成主义”的论文，后来又在富尔的《无政府主义百科全书》中撰写了另一篇相同主题的文章。合成无政府主义的主要目的是，建立一个能够涵括当时多数国家三种无政府主义思潮（無政府共產主義、无政府工团主义和个人无政府主义）的组织。